# 사전 공격
사전 공격(Dictionary attack)은 사전에 있는 단어를 입력하여 암호를 알아내거나 해독하는 컴퓨터 공격법이다. 암호를 알아내기 위한 공격은 사전의 단어를 순차적으로 입력하는 것이다. 단어를 그대로 입력할 뿐 아니라, 대문자와 소문자를 뒤섞기도 하고, 단어에 숫자를 첨부하기도 하는 등의 처리도 병행하면서 공격을 할 수 있다.
수십만 개의 단어가 수록되어 있는 사전을 컴퓨터에 자동 처리시킴으로써 짧은 시간 안에 모든 단어를 입력할 수 있기 때문에 사전단어공격은 기본적인 패스워드 탐색의 수법으로 이용된다. 이에 대처하기 위해서는 인명이나 의미가 있는 단어를 패스워드로 쓰지 말아야 하며, 기호나 숫자 등을 랜덤으로 결합시키는 방법을 사용해야 한다. 
암호해독의 수법으로 사서공격을 이용하는 경우에는, 사서에 있는 단어나 무작위로 모은 평문(平文)을 모두 암호화하여 이것을 해독하고자 하는 암호에 맞춰보고 일치 여부를 조사하는 방법을 쓴다. 이에 대한 대처법으로는 암호문을 길게 하는 것이 효과적이다.
사전 공격은 미리 만들어진 목록에 의한 공격만 해당하며 드루킹 특검에서처럼 비밀구절(passphrase)에 특정인이 넣을만한 단어들을 추측해서 집어넣는 것은 사전 공격의 범주에 들어가지 않는다는 주장도 있다. 이런 식의 공격은 사전 지식을 이용한 추측(educated guess)을 사용한 공격이다. 이런 educated guess attack은 해커들이 선호하는 공격 중 하나이다.

## 같이 보기
- 무차별 대입 공격
- 레인보우 테이블
- 트루크립트
- 더불어민주당원 댓글 조작 사건
- 드루킹의 인터넷상 불법 댓글 조작 사건과 관련된 진상규명을 위한 특별검사의 임명 등에 관한 법률

## 참조
1. ↑  Ha, Jaecheol (2015년 10월 31일). “Security Evaluation Against Collision-based Power Analysis on RSA Algorithm Adopted Exponent Splitting Method”. 《Journal of the Korea Institute of Information Security and Cryptology》 25 (5): 985–991. doi:10.13089/jkiisc.2015.25.5.985. ISSN 1598-3986.
2. ↑  The top ten password-cracking techniques used by hackers, Alphr, 26 Jun 2018, http://www.alphr.com/features/371158/top-ten-password-cracking-techniques